# 吉谷仁士
吉谷 仁士（よしたに ひとし、1908年（明治41年） - 1959年（昭和34年））は、日本の政治家。長野県中野市長。

## 来歴
長野県下高井郡中野町（現中野市）生まれ。旧制第四高等学校を経て、京都帝国大学経済学部卒業。南満州鉄道に入社し、敗戦により1947年（昭和22年）に引き揚げた。同年、新制の町立中野中学校教諭となった。長野県教員組合書記長、長野県総合開発局勤務、農村研究所専務などを務めた。
1954年（昭和29年）8月、中野市長選挙に当選し、初代市長となり1958年（昭和33年）8月まで1期務めた。在任中は市役所の各審議会の設置や都市基盤整備、山林農業や商工業の振興を図り、民主的な市政運営の実現に努めた。